# Museo Agrícola y Etnográfico de Autilla del Pino

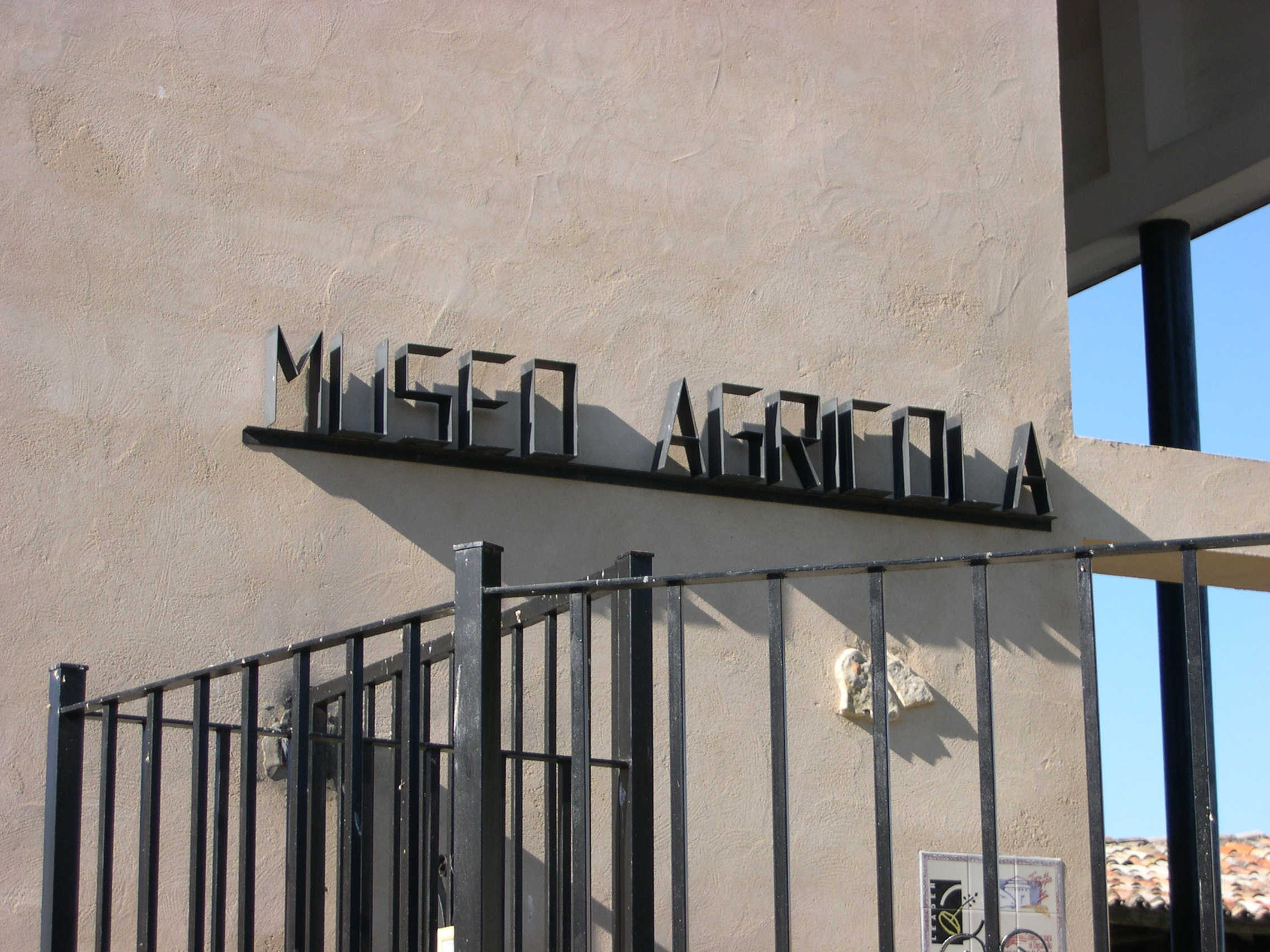
Fachada principal del Museo de Autilla del Pino

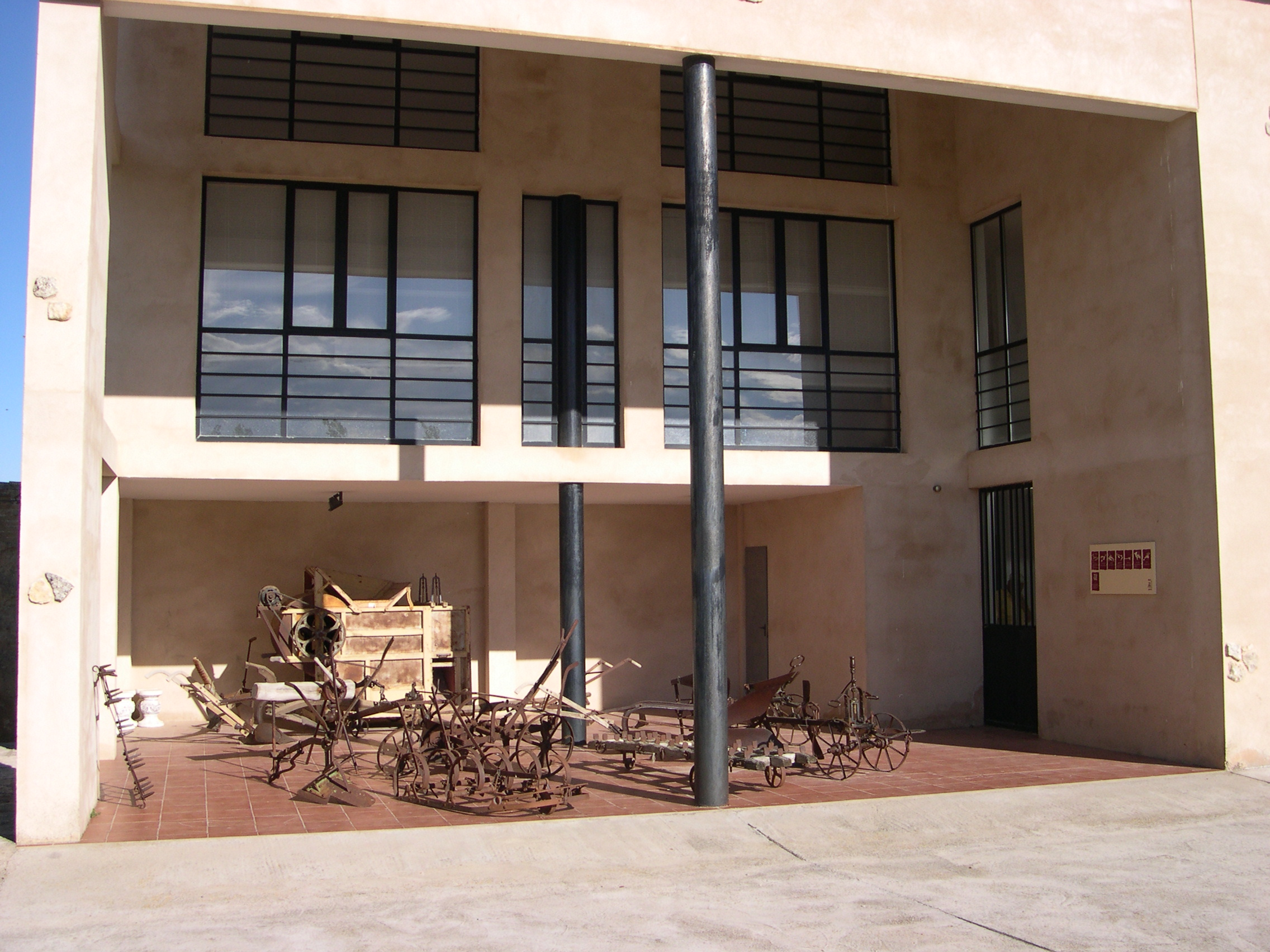
Acceso al nuevo edificio

El Museo Agrícola y Etnográfico de Autilla del Pino es un museo situado en dicha localidad palentina que recoge una variada colección de material etnográfico sobre el mundo rural tradicional de Tierra de Campos. La exposición queda articulada en varios espacios en torno a los trabajos agrícolas, pero también se muestran otros oficios representativos de la comarca (cantero, herrero, hilandero, zapatero y vinatero) junto a sus herramientas características. Otros aspectos de la vida castellana, las vestimentas y la religiosidad completan la visita. 
Fue inaugurado en el año 2003 y las instalaciones ocupan una parcela de 2100 m², que se dividen entre las antiguas Escuelas del pueblo, un gran cobertizo y un edificio de nueva planta construido para acoger las salas permanentes del museo. 

## Historia del museo
En 1994 se iniciaron las obras para la rehabilitación de las antiguas escuelas de Autilla con el objetivo de musealizarlas. Así, un año más tarde se inauguraba el primer montaje de la exposición “Recuerdos de Ayer” con más de 400 piezas, antesala del futuro Museo Etnográfico. En ella participaron con entusiasmo los autillanos colaborando en tareas de acondicionamiento, limpieza y colocación del montaje.
Pero las Escuelas presentaban unas dimensiones reducidas, una sola planta de apenas 120 m² insuficiente para albergar todas las piezas. Ante la necesidad de espacio, nació la idea de ampliar la superficie de la parcela a 2100 m² y construir un nuevo edificio moderno adecuado para las instalaciones. En 1999 se materializaba el proyecto de levantar junto a las Escuelas una sólida obra de tres plantas organizada en torno a un porche y un cobertizo. 
Ese mismo año nacía la Asociación Amigos del Museo Agrícola de Autilla del Pino, integrada por algunos vecinos del municipio y empleados de la Universidad Popular de Palencia, quienes se encargarían de la gestión técnica del museo y velarían por su buen funcionamiento: elaboración del material didáctico, organización de visitas de grupos de escolares y otros colectivos, montaje de exposiciones… 
Así, en 2003 el Museo abría sus puertas de manera definitiva al público. Durante los últimos años se han modernizado algunas secciones; se ha ampliado el número de materiales expuestos y las instalaciones se han dotado de nuevas vitrinas y cartelería. 
Actualmente el museo no sólo custodia una importante colección permanente de unas 600 piezas sino que también acoge exposiciones temporales relacionadas con la etnografía y la agricultura. Son montajes itinerantes que recorren la comarca, como la exposición “Aperos de labranza en miniatura” (agosto de 2007), de Saturnino Rodríguez.

## Salas y colecciones

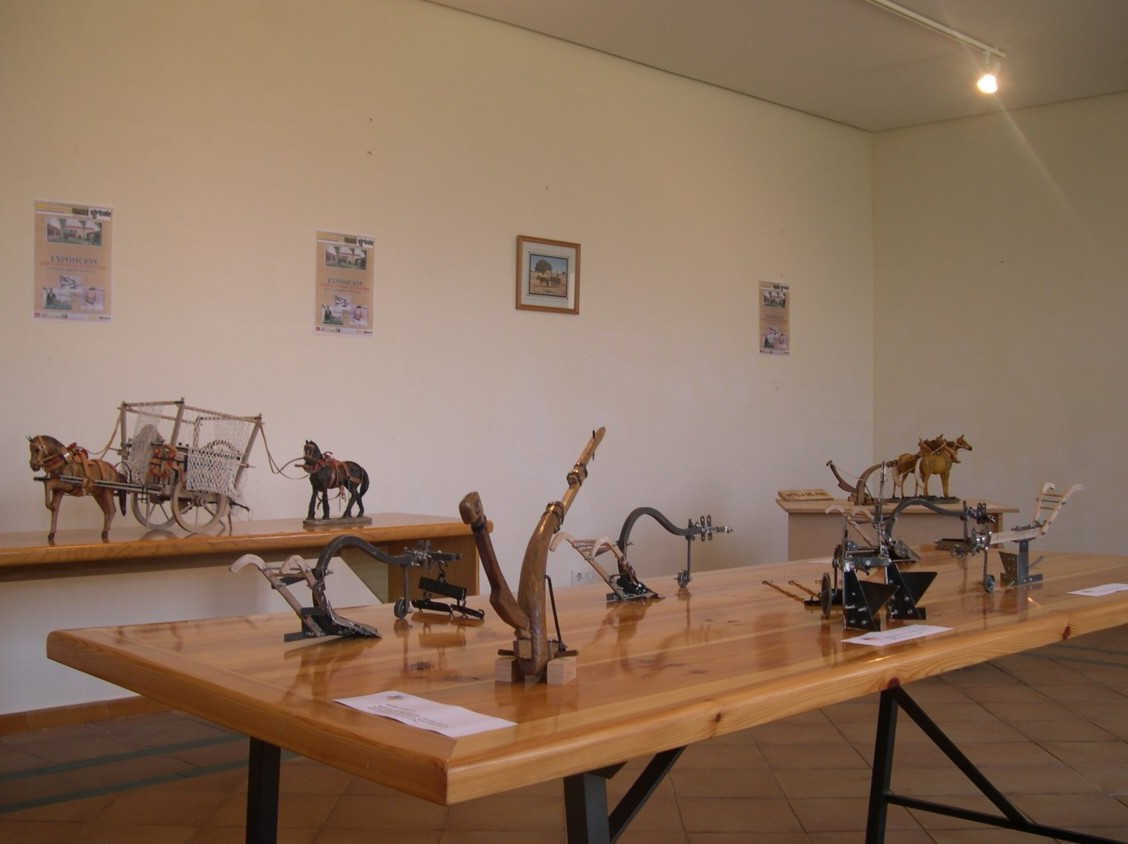
Exposición temporal de aperos de labranza en miniatura, de Saturnino Rodríguez (2007)

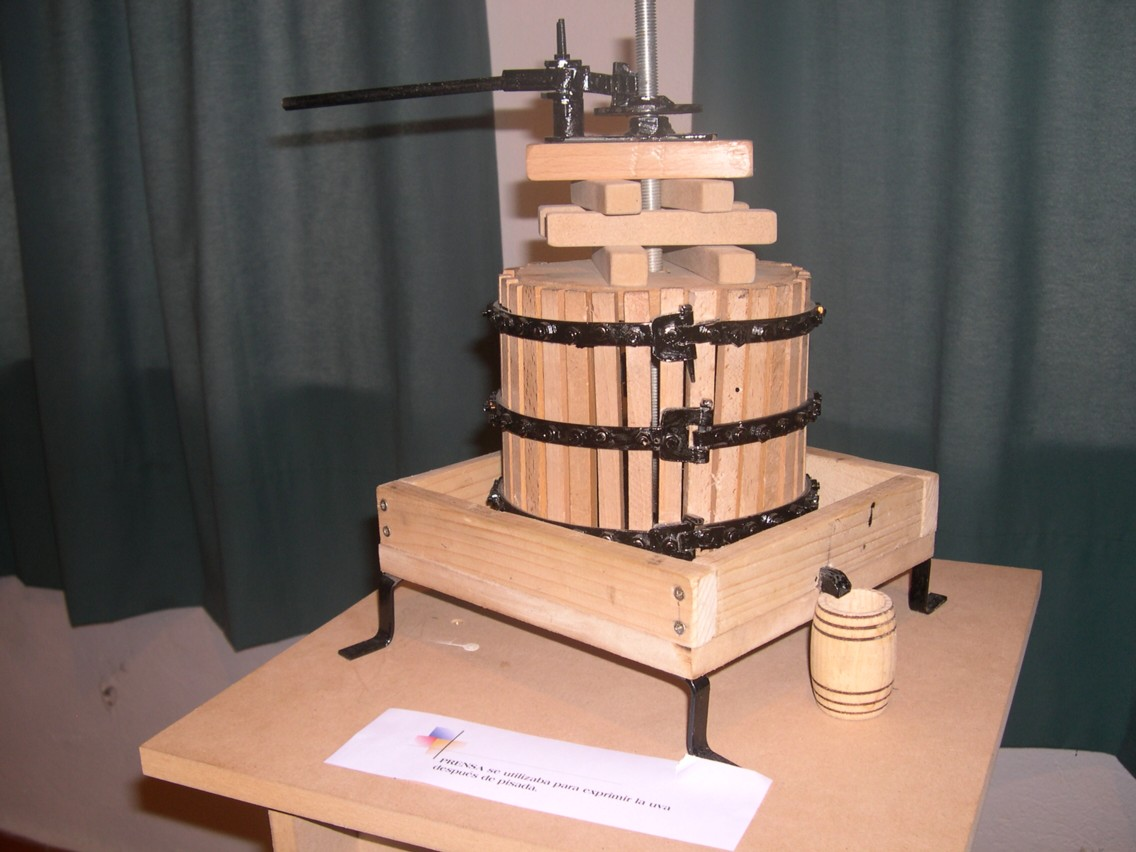
Maqueta a escala de una prensa de uva, de Saturnino Rodríguez (2007)

Las instalaciones del museo se articulan en tres grandes espacios: las antiguas escuelas, el cobertizo y el edificio con las salas de exposiciones o Aula etnográfica.
El edificio rehabilitado de las Escuelas ofrece una sala multimedia con proyecciones audiovisuales para el visitante. Además, acoge las pequeñas exposiciones temporales del museo.
El cobertizo exterior ofrece una exposición permanente de la maquinaria agrícola más pesada y de mayor tamaño empleada para el trabajo de la tierra, desde la siembra hasta la cosecha.
La Aula etnográfica es un edificio moderno y equipado que alberga 9 salas de exposición permanente entre sus tres plantas:
La Planta baja “El Agricultor y otros oficios” muestra un recorrido por las diferentes etapas y actividades que componen el trabajo del campo, desde la siembra y la escarda, la siega y el acarreo, hasta la trilla, la bielda y la panera. Cada una de ellas está representada por los útiles y piezas que se empleaban décadas atrás. También en esta planta se muestran los oficios tradicionales de Autilla que, junto al de agricultor, han sido los protagonistas de esta comarca: cantero, herrero, pastor, albañil y vinatero.
En la Primera planta “Vida y sociedad” se recrea la forma de vida tradicional en Castilla a través de diversos montajes:
- Los útiles y las actividades domésticas: la elaboración del pan, del queso, la matanza, los sistemas de iluminación y de calefacción, así como enseres y objetos relacionados con las faenas y la vida en el hogar.
- La indumentaria, religiosidad y fiestas. Se exponen  los trajes de faena de los hombres y mujeres de antaño (manteos, chambras, mantillas, mantones, pantalones, chalecos de pana, chátaras y polainas para las piernas…). También los trajes más refinados pertenecientes a familias adineradas de la comarca, realizados con telas ricas como tafetanes, sedas salvajes, linos y algodones delicados; las vestimentas propias de las celebraciones religiosas que marcaban el calendario de la vida cotidiana y, por último, los trajes de fiesta de los Danzantes de Paloteo, muy representativo de este pueblo.
- La Escuela tradicional, representada y ambientada a través del mobiliario y los pupitres de época, mapas, libros y enciclopedias que instruían a los niños y niñas.
- El dormitorio tradicional castellano con todos sus muebles, accesorios y objetos personales y de aseo, cuadros y símbolos religiosos, aguamanil, orinales, cuna, moisés... y toda la ropa de cama típica de la comarca.

La Planta segunda completa el recorrido. Ofrece el resultado final después del largo proceso del trabajo del Agricultor en la comarca, realizando un repaso por los productos que han crecido en estas tierras castellanas y que han alimentado a sus gentes.

## Servicios

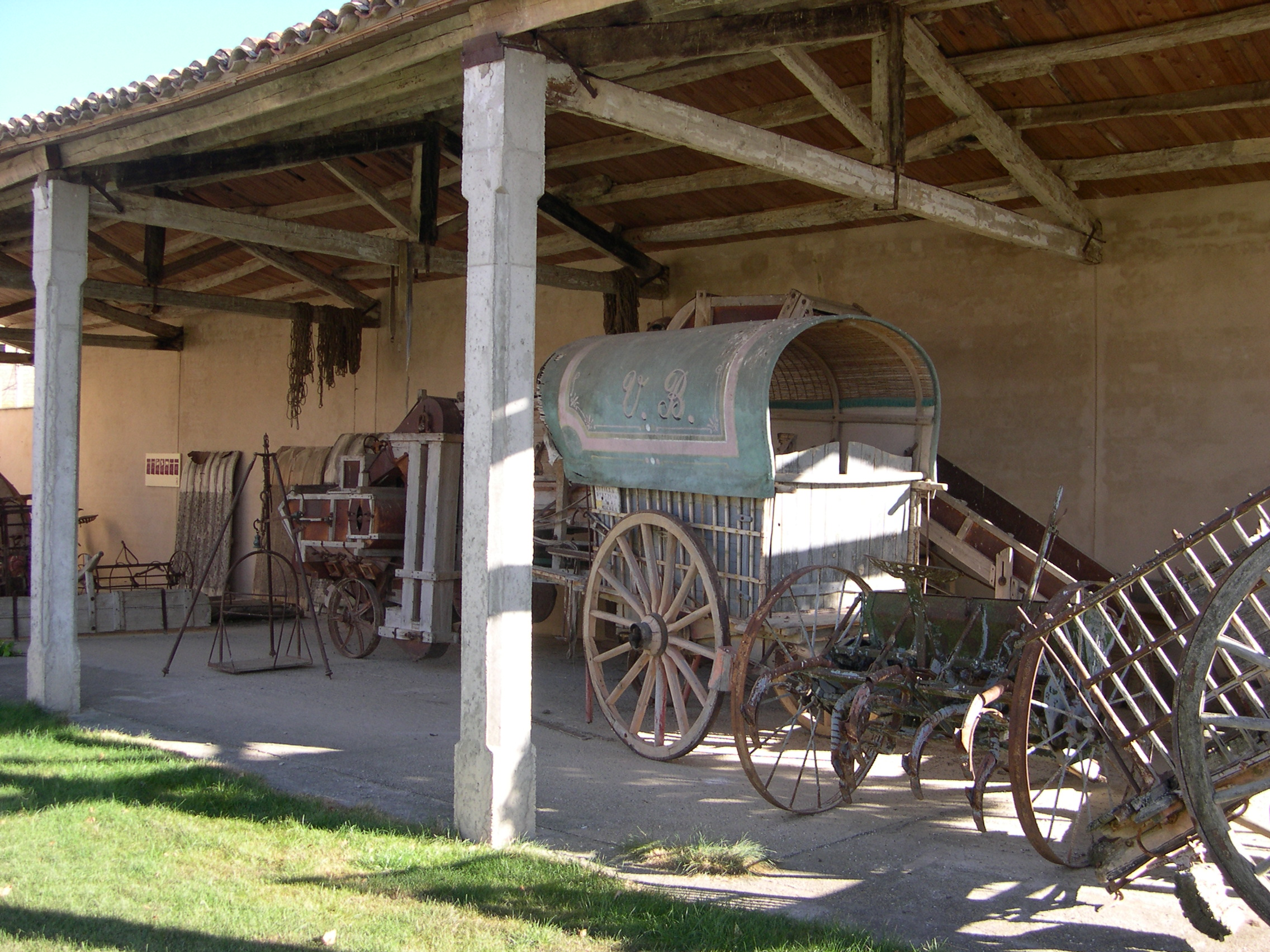
Exposición permanente en el cobertizo

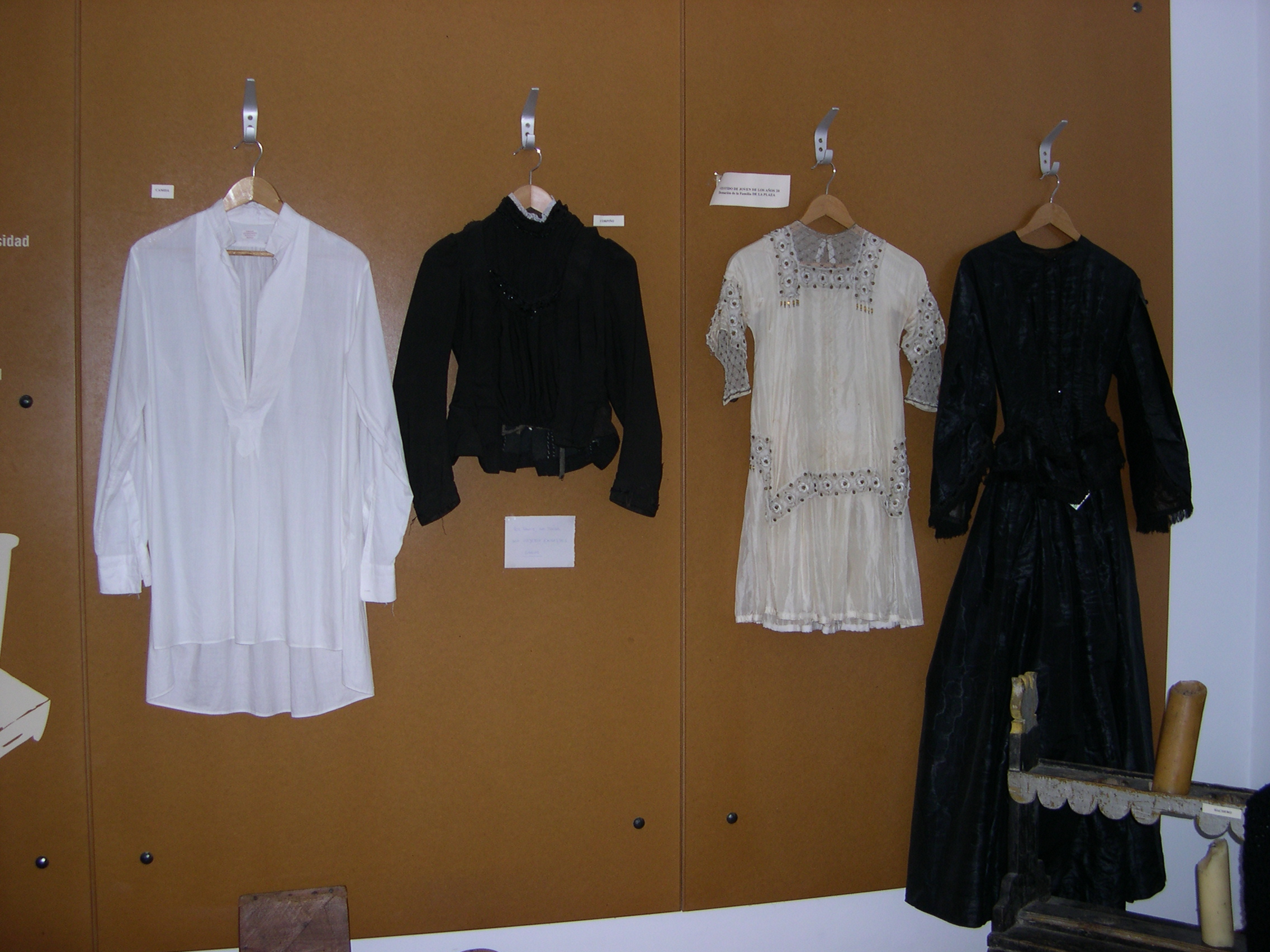
Exposición de vestimentas tradicionales

- Sala de vídeo. El Museo cuenta con un espacio multimedia donde se proyecta material audiovisual sobre la historia, el arte y las tradiciones de Autilla del Pino y su comarca.
- Exposiciones permanentes de material de labranza, vestimentas, recreaciones de espacios interiores...
- Exposiciones temporales. Las antiguas Escuelas ofrecen continuamente exposiciones temporales sobre temas relacionados con la cultura tradicional de la comarca Alcor-Campos.
- Fondo documental. El Museo cuenta con un archivo especialmente pensado para investigadores, estudiantes e interesados en temas etnográficos, relacionados con la historia, el arte, la cultura y las costumbres.

Cuadernos didácticos. Material para escolares a disposición de los profesores de 2º ciclo de primaria para trabajar previamente a la visita del museo.  
- Visitas guiadas. El Museo ofrece la posibilidad de visitas guiadas dirigidas a grupos de escolares, adultos, jubilados y familias.
- Talleres y cursos. Se organizan talleres y actividades relacionados con el paisaje y las tradiciones de la comarca Alcor-Campos: elaboración de pan con el método tradicional, introducción a los juegos típicos de la zona.

## Información para visitantes
El Museo se encuentra en la localidad de Autilla del Pino, en un terreno completamente plano sobre el páramo, junto a la ladera Oeste en la zona denominada Mirador de Campos. El acceso al municipio se realiza desde Palencia a través de la carretera P-901 con un recorrido de 13 km. La entrada al Museo se sitúa en la intersección de las calles Tomás Pascual y Las casillas.  
- Tarifas: General: 1,50 euros
- Horario: Concertar visita contactando con: 979 769 085 (Ayuntamiento)